# Siegfried Offrem

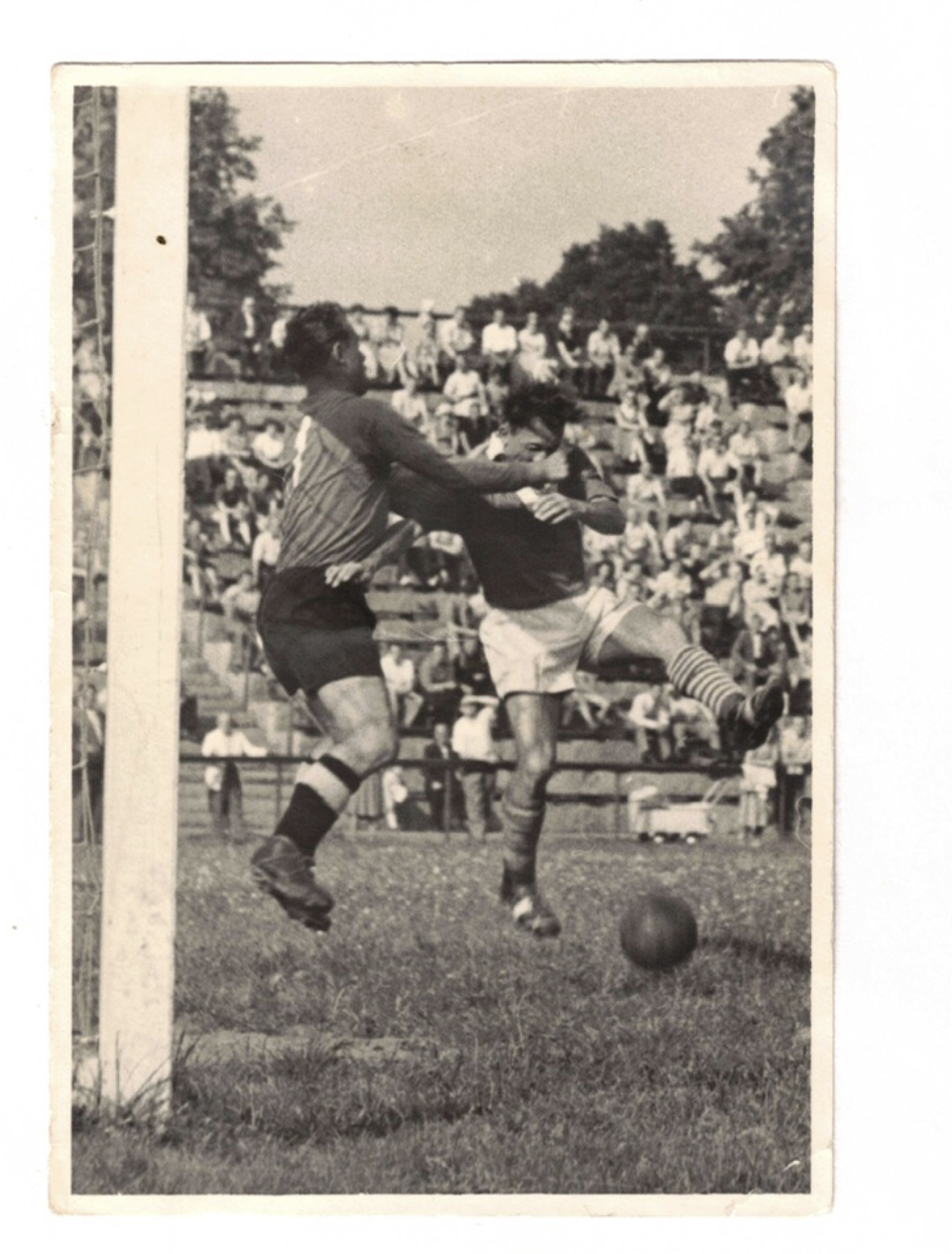
Siegfried Offrem 1955 im Tor der BSG Wismut Gera

Siegfried Offrem (* 14. Dezember 1924; † 7. Oktober 2000 in Gera) war ein deutscher Fußballtorwart. Von 1950 bis 1953 spielte er für BSG Wismut Gera bzw. deren Vorgängergemeinschaften in der DDR-Oberliga, der höchsten Spielklasse im DDR-Fußball.

## Sportliche Laufbahn
Offrem begann seine Fußballkarriere vor dem Zweiten Weltkrieg als Verteidiger. Mit gelähmten Beinen kehrte er aus dem Krieg zurück. Durch intensives Training gelang ihm die Genesung so weit, dass er wieder Sport treiben konnte. 1950 wurde er als Ersatz für den in die Bundesrepublik abgewanderten Torwart Fritz Blumert in die Oberligamannschaft von Mechanik Gera aufgenommen. Am 19. November 1950 stand Offrem in der Oberligabegegnung des 14. Spieltages Mechanik Gera – Eisenhüttenwerk Thale (1:2) zum ersten Mal im Tor der Geraer. Anschließend war er bis zum Saisonende in allen Oberligaspielen dabei und kam so in seiner ersten Oberligaspielzeit auf 22 Einsätze. In der 36 Spiele währenden Saison 1951/52, in der Gera als BSG Motor antrat, verpasste Offrem nur ein Punktspiel. Nach der Saison 1952/53 stiegen die Geraer, erneut umbenannt in BSG Wismut, aus der Oberliga ab. Offrem war auch in dieser Spielzeit Stammtorhüter, er hatte 30 der 32 ausgetragenen Oberligaspiele bestritten. Bis 1960 blieb er Torwart bei Wismut Gera in der zweitklassigen DDR-Liga. Von 1954 bis 1956 war er noch Stammtorwart mit 67 Einsätzen bei insgesamt 78 Punktspielen. 1960 (vier Einsätze) wurde er endgültig von Manfred Grimm abgelöst und beendete nach dieser Saison seine Laufbahn als Torwart. Er konnte auf 87 Erstliga- und 106 Zweitligaspiele zurückblicken. Anschließend wurde Offrem Trainer beim viertklassigen Bezirksligisten VfB Pößneck. Mit ihm stieg er nach der Saison 1961/62 in die Bezirksklasse ab und kehrte danach nicht mehr in den höherklassigen Fußball zurück.